# Tetsuo Hara
Tetsuo Hara (原 哲夫, Hara Tetsuo, Tokio, 2 september 1961) is een Japans mangaka. Hij is vooral gekend voor de manga reeks Fist of the North Star (Hokuto no Ken), welke hij samen schreef met Buronson. Hij is de neef van humorist Ryo Fukawa.

## Carrière
Hara liep school in de Hongo Middelbare School te Tokio. Na zijn afstuderen werkte hij als assistent voor mangaka Yoshihiro Takahashi. Als amateur won hij de 33ste Fresh Jump prijs voor zijn one-shot Super Challenger. Hara's professionele carrière begon met Mad Fighter in 1982. De eerste reeks die van hem uitgegeven werd in een tijdschrift was Iron Don Quixote in Weekly Shonen Jump. Later vergaarde hij in 1983 roem met Hokuto no Ken, welke hij samen tekende met Buronson. De serie liep gedurende zes jaar in Weekly Jump. Zijn volgende langlopende reeks was Hana no Keiji, een historische manga die in Weekly Jump liep van 1990 tot 1993. Daarna creëerde hij nog verscheidene korte titels en one-shots voor Shueisha. Hij verliet het bedrijf in 2000.
In 2001 was Hara een van de medeoprichters voor het mangabedrijf Coamix. Ook tekende hij Soten no Ken, een prequel voor Hokuto no Ken die werd uitgegeven in Weekly Comic Bunch van 2001 tot 2010. De uitgave van de reeks werd op een laag pitje gezet na Hara's Keratoconus diagnose. Desondanks dat hij aangaf op pensioen te willen gaan na het vervolledigen van Soten no Ken, illustreerde hij daarna nog Ikusa no Ko: The Legend of Nobunaga Oda. Deze serie loopt sinds 2010 in Monthly Comic Zenon.

## Oeuvre

### Manga

#### Reeksen
| Titel | Magazine            | Datum      | Volumes |
| --- | ------------------- | ---------- | ------- |
| The Iron Don Quijote (鉄のドンキホーテ, Tetsu no Don Kihote)                                                             | Weekly Shonen Jump  | 1982–1983  | 2       |
| Fist of the North Star (北斗の拳, Hokuto no Ken)                                                                         | Weekly Shonen Jump  | 1983–1988  | 27      |
| Cyber Blue (ＣＹＢＥＲブルー)                                                                                            | Weekly Shonen Jump  | 1988–1989  | 4       |
| Keiji (花の慶次 －雲のかなたに－, Hana no Keiji -Kumo no Kanata ni-, "Flowery Keiji: At the Other Side of the Cloud")    | Weekly Shonen Jump  | 1990–1993  | 18      |
| Kagemusha Tokugawa Ieyasu (影武者徳川家康, "Tokugawa Ieyasu's Shadow Warrior")                                           | Weekly Shonen Jump  | 1994–1995  | 6       |
| Takeki Ryusei (猛き龍星, "The Mighty Ryusei")                                                                            | Weekly Shonen Jump  | 1995       | 3       |
| Sakon - Sengoku Fuunroku- (SAKON －戦国風雲録－, "Sakon: Chronicles of Feudal Turbulence")                               | Weekly Shonen Jump  | 1997–2000  | 6       |
| Hydra (ヒュドラ, 九頭龍) Hyudora                                                                                         | Manga Allman        | 1997–1998  | 1       |
| Kokenryoku oryo Sosakan Nakabo Rintaro (公権力横領捜査官 中坊林太郎, "Government Corruption Investigator Rintaro Nakabo) | Bart 3230           | 1998–2000  | 2       |
| Aterui the Second (アテルイⅡ世, 阿弖流為) Aterui Nisei                                                                   | Monthly Gotta       | 2000       | 1       |
| Fist of the Blue Sky (蒼天の拳, Soten no Ken)                                                                            | Weekly Comic Bunch  | 2001–2010  | 22      |
| Ikusa no Ko: The Legend of Oda Nobunaga (いくさの子 織田三郎信長伝, Ikusa no Ko: Oda Saburo Nobunaga Den)                | Monthly Comic Zenon | 2010–heden |         |

#### One-shots
| Titel                                                                | Magazine                     | Datum                                |
| -------------------------------------------------------------------- | ---------------------------- | ------------------------------------ |
| Super Challenger (スーパーチャレンジャー)                            | Weekly Jump: Special Edition | 1982/4/10                            |
| Mad Fighter (マッドファイター)                                       | Fresh Jump                   | 1982/10                              |
| Crash Hero (クラッシュヒーロー)                                      | Weekly Jump                  | 1982 (Nr. 43)                        |
| Hokuto no Ken (北斗の拳) (prototype)                                 | Fresh Jump                   | 1983/04                              |
| Hokuto no Ken II (北斗の拳Ⅱ) (prototype)                             | Fresh Jump                   | 1983/06                              |
| Zhí Yè Xiong Shǒu (ジー イェ ション ショウ, 職業兇手) Jī Ie Shon Sho | Weekly Jump                  | 1993 (Nr. 5-6)                       |
| Kaen no Sho (火焔の掌, "The Hands of Flames")                        | Weekly Jump Spring Special   | 1995                                 |
| Kiseki Moyuru Toki (輝石燃ゆる時, "When The Pyroxene Burns")         | Weekly Jump                  | 1996 (Nr. 43)                        |
| Chase (チェイス, 追撃) Cheisu                                        | Manga Allman                 | 1997 (Nr. 2)                         |
| Hokuto no Ken: Last Piece (北斗の拳−LAST PIECE−)                     | Comic Zenon                  | Mei 2013 (deel 1) Juni 2013 (deel 2) |

### Roman illustraties
- Koryu no Mimi - (4 volumes, 1991–1993)
- Ichimu An Furyu Ki (1 volume, 1992 Shueisha Bunko editie)
- Hokuto no Ken: Jubaku no Machi (1 volume, 1995)
- Miyamoto Musashi (8 volumes, 2013 Takarashimasha Bunko editie)

### Andere werken
- Saturday Night Slam Masters/Muscle Bomber (1993 arcade spel) - illustraties ter promotie
- Muscle Bomber Duo (1993 arcade spel) - illustraties ter promotie
- Ring of Destruction: Slam Masters II/Super Muscle Bomber (1994 arcade spel) - illustraties ter promotie en voor in het spel zelf
- Itadaki Muscle! (2006 TV serie) - illustraties voor de introgeneriek
- Mori no Senshi Bonolon (2006 anime serie) - producent, personage ontwerp
- Gifu Dodo Naoe Kanetsugu (2008 manga serie) - Samen met Horie Nobuhiko uitgegeven, cover illustratie.